# 근로복지공단 대전병원
근로복지공단 대전병원(勤勞福祉公團 大田病院)은 산업재해를 입은 근로자의 재활을 도와 사회와 직업으로의 복귀를 촉진시키기 위한 근로복지공단 직영의 공공병원이다. 대전광역시 대덕구 계족로 637 (법동)에 위치하고 있다.

## 연혁
- 1991년 7월 : 대전재활병원 개원 (250병상 10개 진료과)
- 1992년 3월 : 대전중앙병원으로 명칭 변경
- 1995년 4월 : 재단법인 산재의료관리원 대전병원으로 변경
- 2008년 7월 : 한국산재의료원 대전중앙병원으로 변경
- 2014년 7월 : 근로복지공단 대전병원으로 변경

## 조직
병원장
- 진료지원부

### 진료부원장
- 진료 각 과
- 진단검사의학실
- 영상의학실
- 약제부
- 간호부
- 건강관리센터

### 행정부원장
- 원무부
- 경영기획부

## 사진

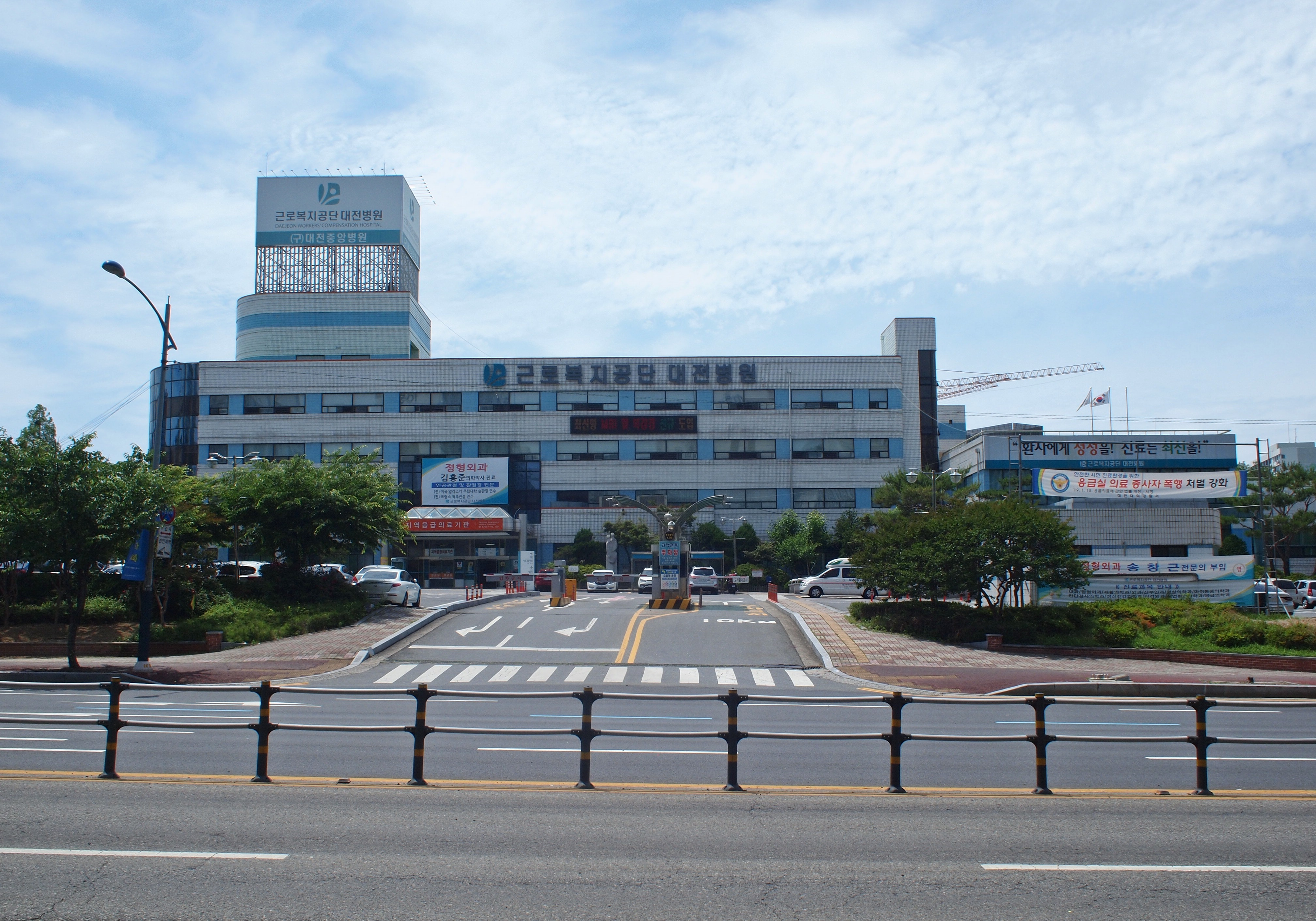
정면
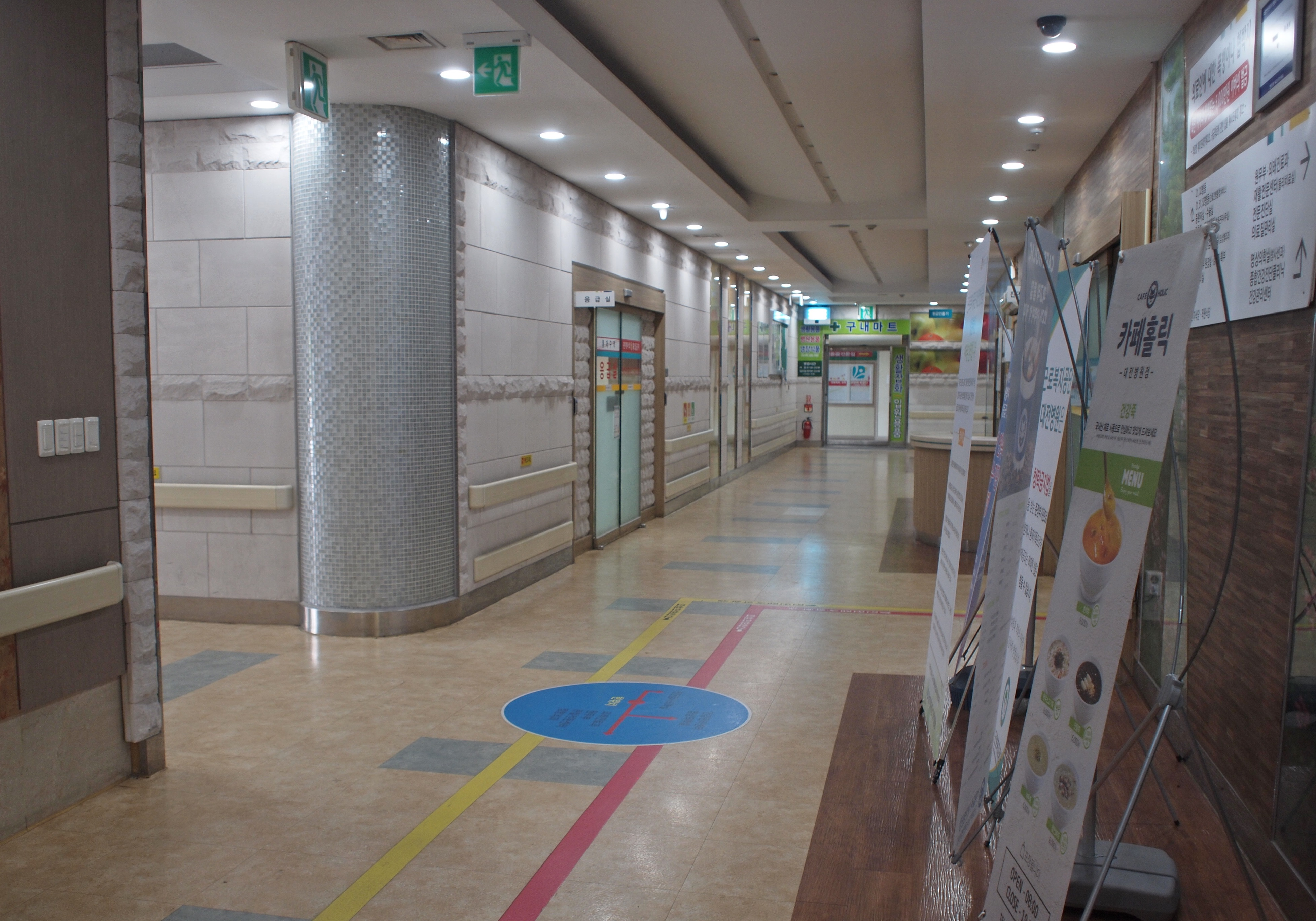
1층 복도
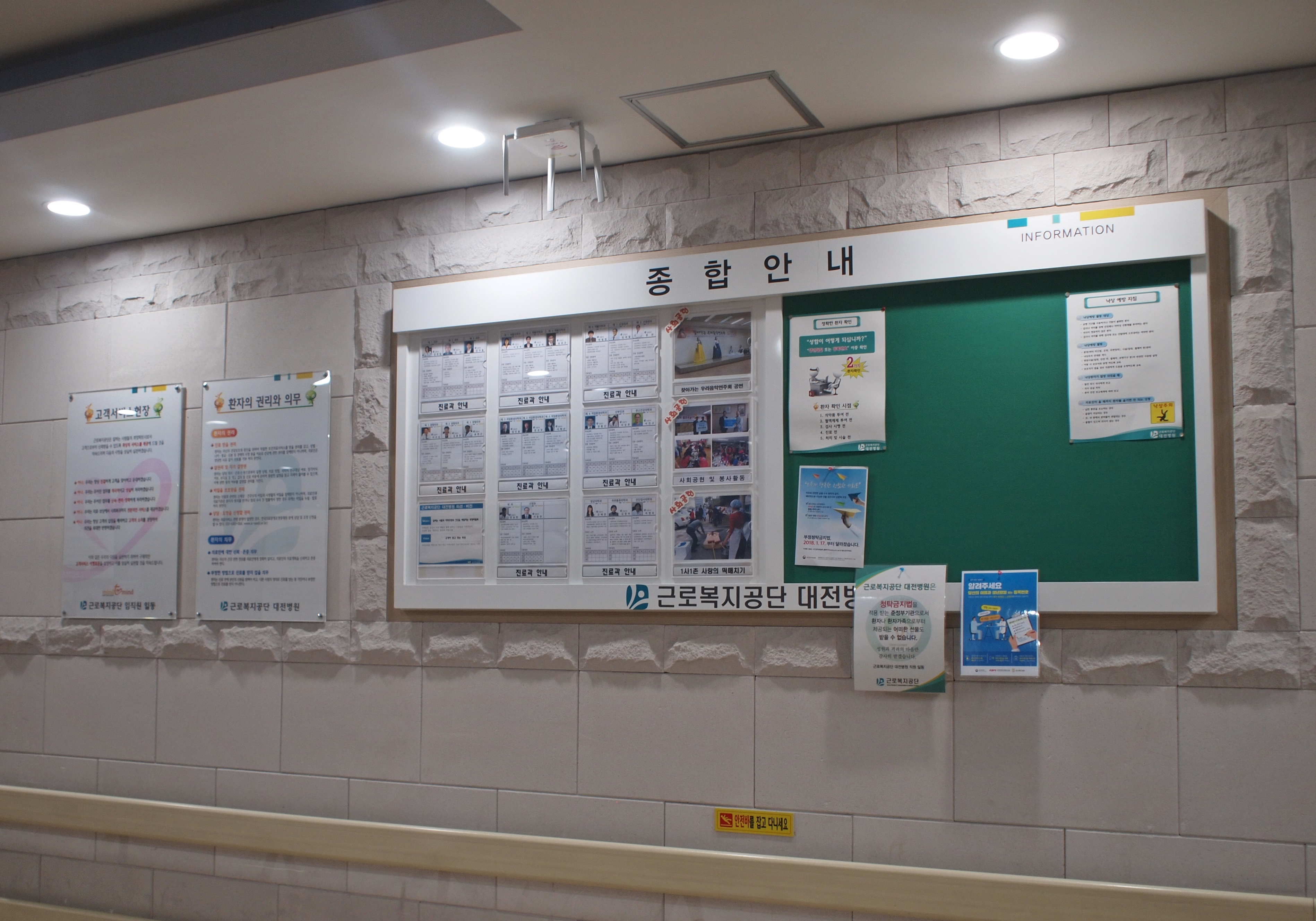
종합안내도
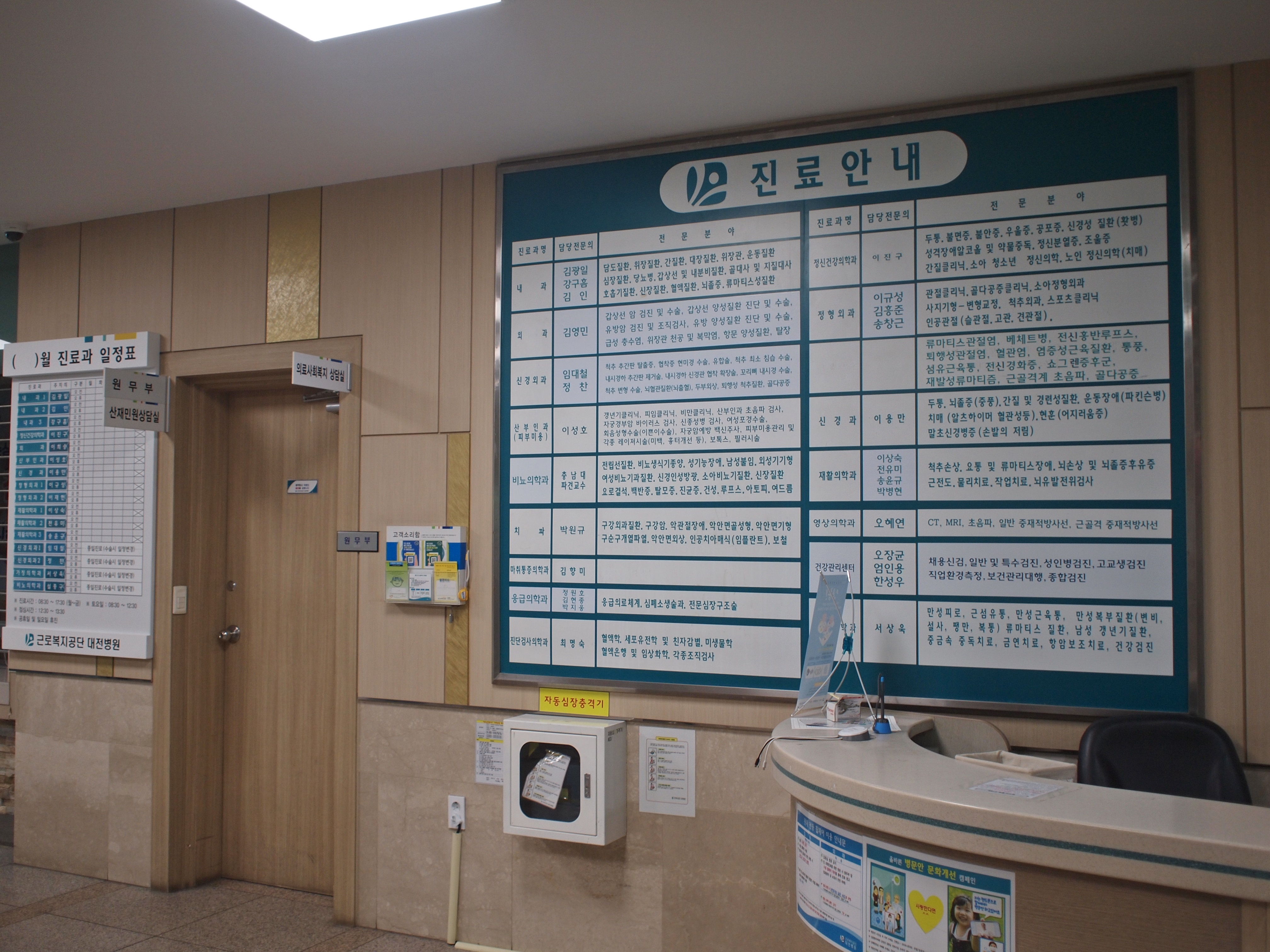
진료안내도
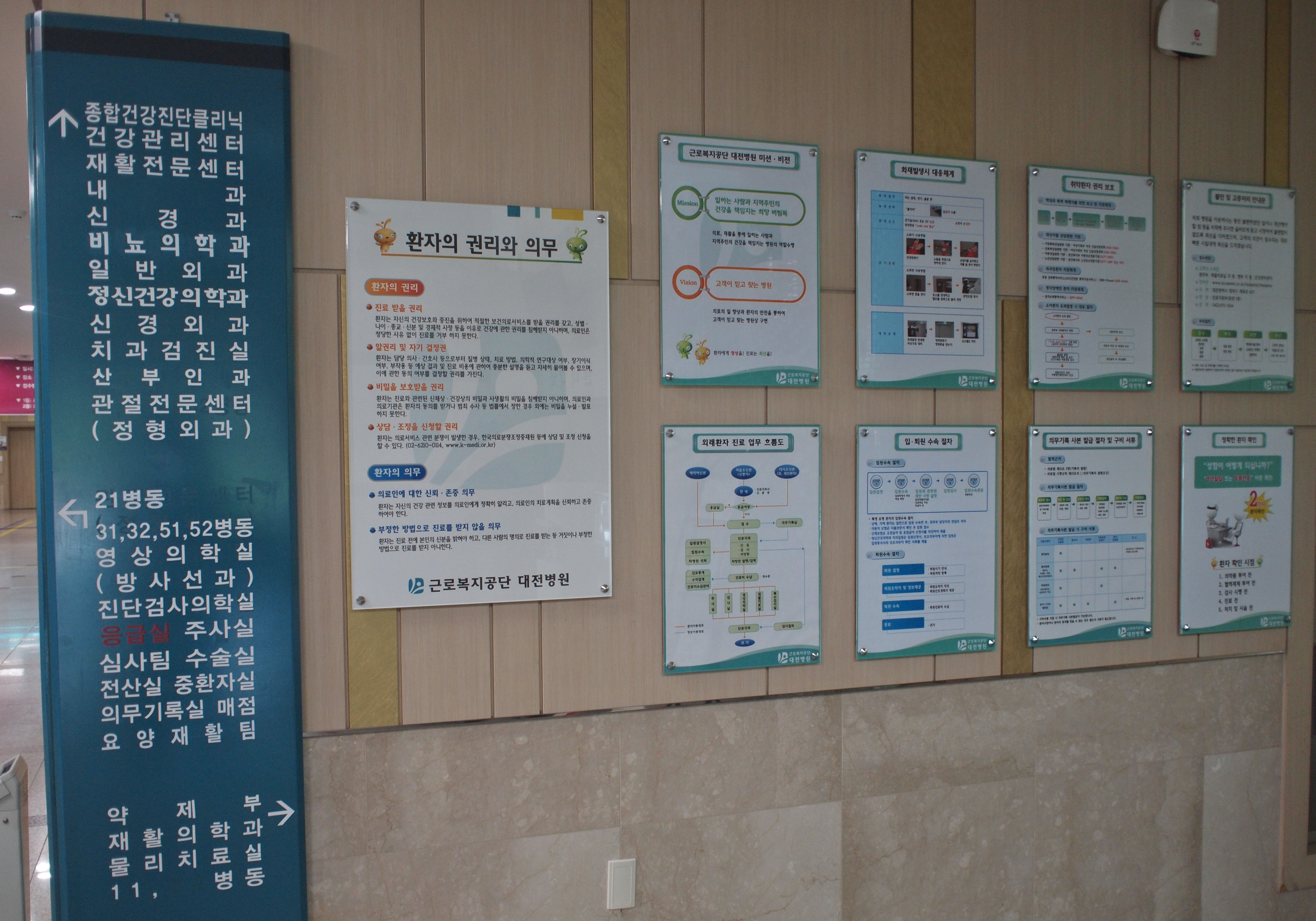
방향 안내도와 의료 정보들
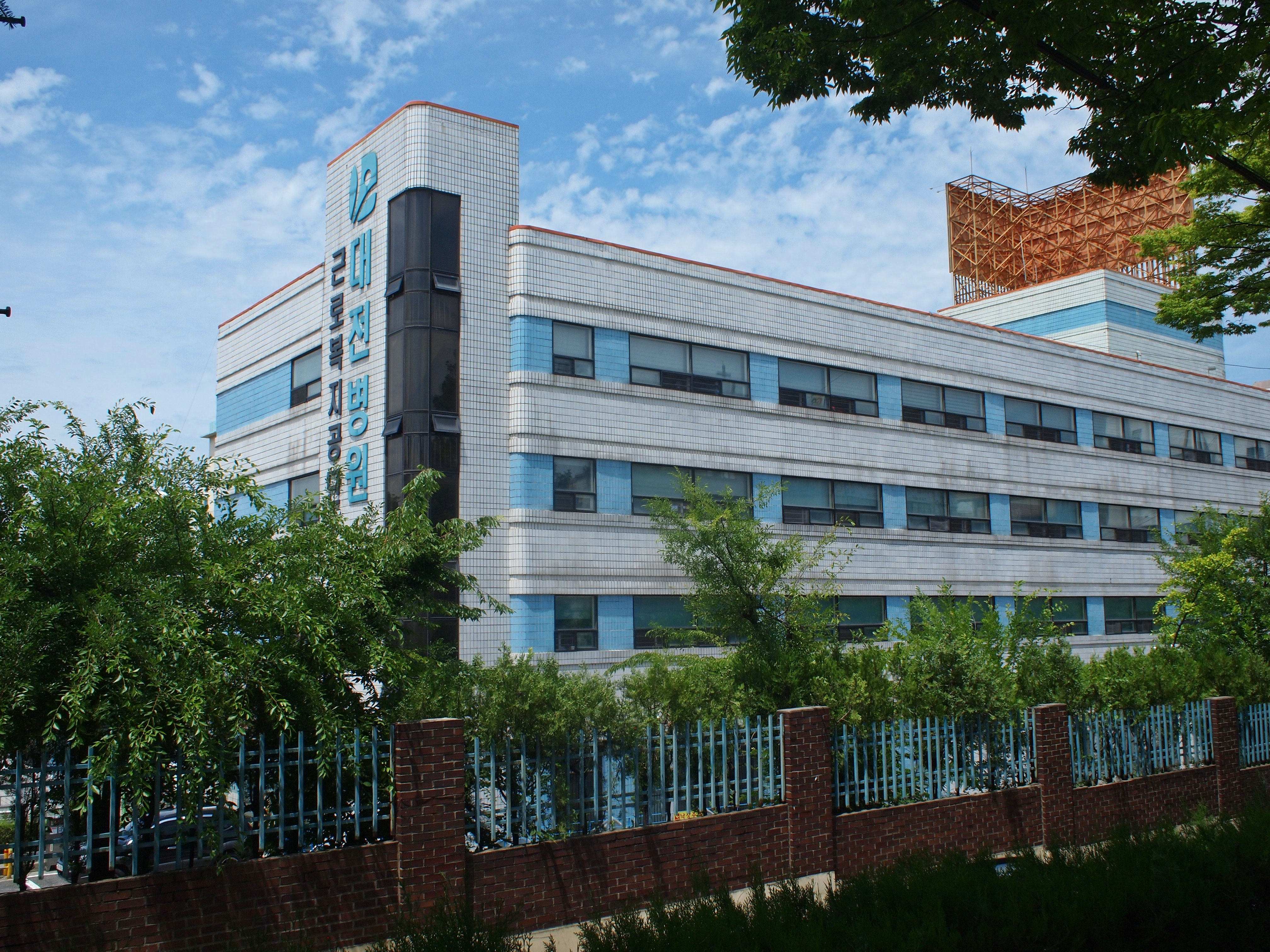
뒷면